# Nikolajewka (Kaliningrad)
Nikolajewka (russisch Николаевка, deutsch Waldburg, Kreis Gerdauen) ist ein Ort in der russischen Oblast Kaliningrad. Er gehört zur kommunalen Selbstverwaltungseinheit Munizipalkreis Osjorsk im Rajon Osjorsk.

## Geographische Lage
Nikolajewka liegt 22 Kilometer südwestlich der Rajonstadt Osjorsk (Darkehmen/Angerapp) und drei Kilometer nördlich der Staatsgrenze zwischen Russland und Polen unweit der Regionalstraße 27A-025 (ex R508), über die es beim Abzweig Filippowka (Philippsthal) zu erreichen ist. Eine Bahnanbindung ist nicht gegeben.

## Geschichte
Waldburg war Anfang des 19. Jahrhunderts ein Vorwerk des Gutes Kurkenfeld (heute russisch: Ablutschje) im Kreis Gerdauen und hatte 1818 43 Einwohner und 1831 51 Einwohner. Später wurde Waldburg ein eigenständiges Gut und gehörte als Gutsbezirk seit 1874 zum neu eingerichteten Amtsbezirk Kurkenfeld. In dem Gutsbezirk lebten im Jahr 1910 187 Einwohner. Am 30. September 1928 wurde der Gutsbezirk Waldburg mit dem Gutsbezirk Ernstwalde (russisch nach 1945: Ilmowka, nicht mehr existent) und der Landgemeinde Klein Karpowen (heute russisch: Malzewo) zur neuen Landgemeinde Waldburg zusammengeschlossen. Die Einwohnerzahl kletterte bis 1933 auf 550 und betrug 1939 noch 534.
Im Januar 1945 wurde das ursprüngliche Waldburg von der Roten Armee besetzt. Die neue Polnische Provisorische Regierung ging zunächst davon aus, dass der Ort mit dem gesamten Kreis Gerdauen unter ihre Verwaltung fallen würde. Im Potsdamer Abkommen (Artikel VI) von August 1945 wurde die neue sowjetisch-polnische Grenze aber unabhängig von den alten Kreisgrenzen anvisiert, wodurch er unter sowjetische Verwaltung kam. Die polnische Umbenennung des Ortes in Zameczno im Juli 1947 wurde (vermutlich) nicht mehr wirksam. Im November 1947 erhielt er den russischen Namen Nikolajewka und wurde gleichzeitig dem Dorfsowjet Nekrassowski selski Sowet im Rajon Osjorsk zugeordnet. Von 2008 bis 2014 gehörte Nikolajewka zur Landgemeinde Nowostrojewskoje selskoje posselenije, von 2015 bis 2020 zum Stadtkreis Osjorsk und seither zum Munizipalkreis Osjorsk.

## Kirche
Aufgrund seiner überwiegend evangelischen Bevölkerung war Waldburg bis 1945 in das Kirchspiel Karpowen (1938–1946 Karpauen, seit 1946: Nekrassowo) eingepfarrt. Es gehörte zum Kirchenkreis Darkehmen (1938–1946 Angerapp, seit 1946: Osjorsk) innerhalb der Kirchenprovinz Ostpreußen der Kirche der Altpreußischen Union. Der letzte deutsche Geistliche war Pfarrer Ernst Salkowski.
In der Zeit der Sowjetunion fand kirchliches Leben aufgrund staatlichen Verbots nur im Geheimen statt. Erst in den 1990er Jahren bildeten sich in der Oblast Kaliningrad neue evangelische Gemeinden, die sich zu vier Kirchenregionen der Propstei Kaliningrad in der Evangelisch-Lutherischen Kirche Europäisches Russland (ELKER) zusammenschlossen. Nikolajewka liegt im Einzugsbereich der Kirchenregion Tschernjachowsk (Insterburg).

## Persönlichkeiten des Ortes
- Wolf von Wrangel (1897–1987), deutscher Verwaltungsjurist, wurde hier geboren